# Tremandra
Tremandra es un género con 5 especies de plantas perteneciente a la familia Elaeocarpaceae.

## Taxonomía
El género  fue descrito por R.Br. ex DC. y publicado en Prodromus Systematis Naturalis Regni Vegetabilis 1: 344. 1824. La especie tipo es: Tremandra stelligera R.Br. ex DC.

## Especies
- Tremandra diffusa R.Br. ex DC.
- Tremandra hugelii W.H.Baxter
- Tremandra oppositifolia Steetz
- Tremandra stelligera R.Br. ex DC.
- Tremandra verticillata Hügel ex Walp.